# San Agustín el Alto
San Agustín el Alto är en ort i Mexiko.   Den ligger i kommunen Irapuato och delstaten Guanajuato, i den centrala delen av landet, 270 km nordväst om huvudstaden Mexico City. San Agustín el Alto ligger 1 714 meter över havet och antalet invånare är 586.
Terrängen runt San Agustín el Alto är en högslätt. Runt San Agustín el Alto är det ganska tätbefolkat, med 199 invånare per kvadratkilometer. Närmaste större samhälle är Irapuato, 9,0 km norr om San Agustín el Alto. Trakten runt San Agustín el Alto består till största delen av jordbruksmark.